# جورج وايت (ملحن)
جورج وايت (بالإنجليزية: George White)‏ هو منتج مسرحي ‏ وملحن ومخرج أمريكي، ولد في 12 مارس 1892 في نيويورك في الولايات المتحدة، وتوفي في 11 أكتوبر 1968 في هوليوود في الولايات المتحدة.

## وصلات خارجية
- جورج وايت على موقع IMDb (الإنجليزية)
- جورج وايت على موقع قاعدة بيانات برودواي على الإنترنت (الإنجليزية)
- جورج وايت على موقع قاعدة بيانات برودواي على الإنترنت (الإنجليزية)
- جورج وايت على موقع قاعدة بيانات برودواي على الإنترنت (الإنجليزية)
- جورج وايت على موقع قاعدة بيانات الفيلم (الإنجليزية)